# Schlacht von Pell’s Point
Lexington und Concord – Boston – Bunker Hill – Long Island – Kips Bay – Harlem Heights – Pell’s Point – Mamaroneck – White Plains – Fort Washington – Iron Works Hill – Trenton – Assunpink Creek – Princeton – Millstone
Die Schlacht von Pell’s Point, auch unter dem Namen Schlacht von Pelham bekannt, fand am 18. Oktober 1776 während des Amerikanischen Unabhängigkeitskrieges auf dem heutigen Gelände des Pelham Bay Park im New Yorker Stadtteil Bronx statt. An den Verlustzahlen gemessen, war das Gefecht zwischen den 4.000 britisch-hessischen und den 750 amerikanischen Soldaten ein Scharmützel. Es erlaubte aber dem amerikanischen Oberkommandierenden, George Washington den Hauptteil seiner Armee nach White Plains zu verlegen, ohne dass diese in Manhattan eingeschlossen wurde.

## Geschichte
Am 12. Oktober 1776 versuchten britische und verbündete hessische Einheiten unter dem Kommando des britischen Generals William Howe in Throgs Neck zu landen, um durch ein Flankenmanöver den Hauptteil der amerikanischen Einheiten auf der Insel Manhattan einzuschließen zu können. Die Amerikaner verhinderten den Landungsversuch auf der schmalen Landzunge und die Briten suchten eine geeignetere Landungsstelle entlang des Long-Island-Sund. Sie fanden diese Stelle weiter nördlich bei Pelham. Die 4.000 Hessen und Briten trafen dort auf eine Brigade von 750 Soldaten der Kontinentalen Armee unter dem Kommando von Colonel John Glover. Glover richtete mehrere Verteidigungslinien ein. Aus der Deckung heraus feuerten die Verteidiger auf die angreifenden Briten und Hessen. Sobald eine amerikanische Linie nicht mehr gehalten werden konnte, zogen sich die Amerikaner zur nächsten Deckungslinie zurück und organisierten den Widerstand neu. Nach mehreren Attacken ohne nennenswerten Erfolg, stellten die Briten und Hessen ihre Angriffe ein und die Amerikaner zogen sich zurück.
Die amerikanische Seite beklagte 8 Tote und 13 Verwundete, während die Briten ihre Verluste mit 3 Toten und 20 Verletzten bezifferten. Die britischen Verlustzahlen wurden bewusst verschleiert und Hessische Verluste meist gar nicht aufgeführt. Es ist aber davon auszugehen, dass die Zahlen britischer und hessischer Gefallener und Verletzter deutlich höher waren, als zugegeben wurde.
Nach den im Anschluss verlorenen Schlachten von White Plains und Fort Washington, musste sich die amerikanische Armee aus New Jersey nach Pennsylvania zurückziehen.